# Dinosaurier-Museum Zigong

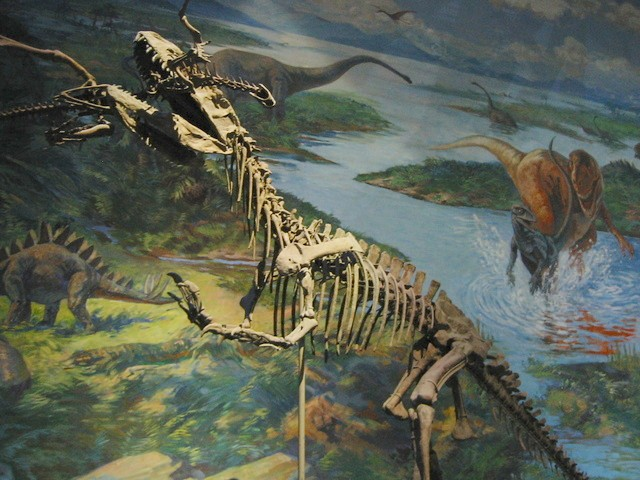
Skelettrekonstruktion von Sinraptor hepingensis im Dinosaurier-Museum Zigong

Das Dinosaurier-Museum Zigong (chinesisch 自貢恐龍博物館 / 自贡恐龙博物馆, Pinyin Zìgòng kǒnglóng bówùguǎn) befindet sich in der Großgemeinde Dashanpu (大山鋪) bei Zigong in der zentralchinesischen Provinz Sichuan. Es wurde 1987 gegründet und ist das erste auf Dinosaurier spezialisierte Museum Asiens.
In den 1980er Jahren wurde eine große Menge von Dinosaurierfossilien in der Dashanpu-Formation, sieben Kilometer nordöstlich von Zigong ausgegraben, darunter ein nach dem Fundort benannter Dinosaurier Dashanpusaurus. Unter den ausgestellten Gattungen befinden sich Omeisaurus, Gigantspinosaurus, Yangchuanosaurus, Huayangosaurus und Xiaosaurus.